# سونيا ريكيال
سونيا ريكيال (بالفرنسية: Sonia Rykiel)‏‏ (25 مايو 1930 - 25 أغسطس 2016)، مصممة أزياء وكاتبة فرنسية. أسست سنة 1968 دار أزياء تحمل اسمها.

## روابط خارجية
- سونيا ريكيال على موقع IMDb (الإنجليزية)
- سونيا ريكيال على موقع ديسكوغز (الإنجليزية)
- سونيا ريكيال على موقع قاعدة بيانات الفيلم (الإنجليزية)